# Faucaria subintegra
Faucaria subintegra es una especie de planta suculenta perteneciente a la familia de las aizoáceas. Es originaria de Sudáfrica.

## Descripción
Es una pequeña planta suculenta perennifolia que alcanza un tamaño de 4 cm de altura a una altitud de 340 - 580  metros en Sudáfrica.
Crece en forma de roseta sobre un corto tallo de raíces carnosas. Cada roseta está compuesta por entre 6 u 8 hojas decusadas y gruesas, casi semicilíndricas en la zona basal tendiendo a convertirse en aquilladas hacia la mitad, son de forma romboidal o entre espatulada y algo alargada a lanceolada, en los márgenes poseen unos aguijones cartilaginosos muy curvados hacia el interior y frecuentemente con aristas.

## Taxonomía
Faucaria subintegra fue descrito por Harriet Margaret Louisa Bolus y publicado en Notes Mesembrianthemum 2: 449. 1934.
Etimología
Faucaria: nombre genérico que deriva de la palabra fauces = "boca" en alusión al aspecto de boca que tienen las hojas de la planta.
subintegra: epíteto latíno que significa "casi entera"
Sinonimia
- Faucaria subindurata L.Bolus (1934)[4]